# (8851) 1990 XB
1990 أكس بي (ويعرف أيضًا باسم (8851) 1990 أكس بي وفق تسمية الكوكب الصغير) (بالإنجليزية: 1990 XB)‏ هو كويكب ضمن حزام الكويكبات؛ وترتيبه 8851 من حيث الاكتشاف.
اكتُشف هذا الجُرم الفلكي بواسطة Toshimasa Furuta ‏ في 8 ديسمبر 1990.

## وصلات خارجية
- (8851) 1990 XB في قاعدة بيانات مختبر الدفع النفاث لأجرام النظام الشمسي الصغيرة

- الاكتشاف · مخطط المدار ·  العناصر المدارية · المعلمات المادية

- (8851) 1990 XB على موقع ويكي سكاي: DSS2, SDSS, GALEX, IRAS, Hydrogen α, X-Ray, Astrophoto, Sky Map, Articles and images